# Joanna Podoba-Malicka

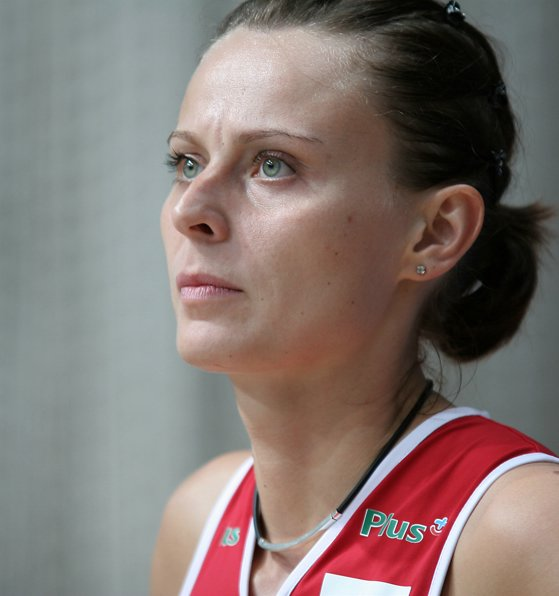
Joanna Mirek reprezentantką Polski w 2006 roku

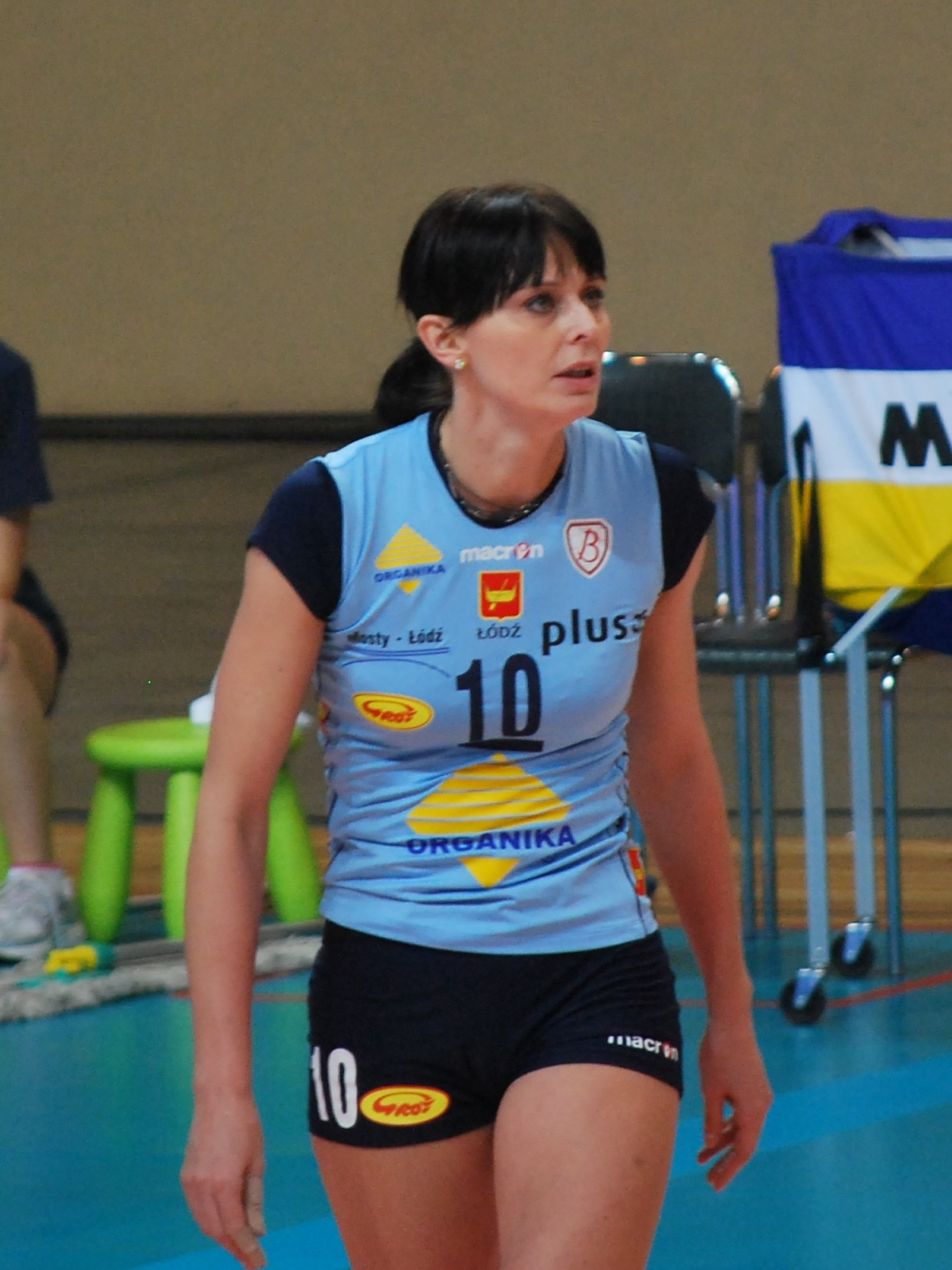
Joanna Mirek zawodniczką Organiki Budowlani Łódź w sezonie 2010/2011

Joanna Iwona Podoba-Malicka, primo voto Mirek (ur. 17 lutego 1977 w Myślenicach) – polska siatkarka, grająca na pozycji przyjmującej i atakującej, była reprezentantka Polski.
Z reprezentacją sięgnęła po tytuł mistrzyń Europy w 2003 i 2005 roku. W 2003 roku znalazła się w kadrze na mistrzostwa Europy, ale nie uczestniczyła w nich z powodu kontuzji (zerwanie więzadeł krzyżowych w kolanie) doznanej podczas treningu przed pierwszym w turnieju meczem Polek z Holenderkami. Reprezentowała też Polskę na mistrzostwach świata w 2006 roku, na których Polki zajęły 15. miejsce. W latach 1996–2007 reprezentowała Polskę 234 razy.
W 2006 poślubiła Macieja Mirka.
W 2020 roku została komentatorem siatkarskim. Wraz z innymi komentatorami w parze komentuje mecze drużyn kobiecych Tauron Ligi.

## Kariera siatkarska
| Kariera juniorska      | Kariera juniorska             | Kariera juniorska | Kariera juniorska | Kariera juniorska | Kariera juniorska | Kariera juniorska | Kariera juniorska | Kariera juniorska | Kariera juniorska | Kariera juniorska |
| ---------------------- | ----------------------------- | ----------------- | ----------------- | ----------------- | ----------------- | ----------------- | ----------------- | ----------------- | ----------------- | ----------------- |
| Lata                   | Klub                          |                   |                   |                   |                   |                   |                   |                   |                   |                   |
| 1991−1993              | Dalin Myślenice               |                   |                   |                   |                   |                   |                   |                   |                   |                   |
| 1993−1997              | Wisła Kraków                  |                   |                   |                   |                   |                   |                   |                   |                   |                   |
| Kariera seniorska      |                               |                   |                   |                   |                   |                   |                   |                   |                   |                   |
| Lata                   | Klub                          |                   |                   |                   |                   |                   |                   |                   |                   |                   |
| 1993−1997              | Wisła Kraków                  |                   |                   |                   |                   |                   |                   |                   |                   |                   |
| 1997−1998              | MKS Andrychów                 |                   |                   |                   |                   |                   |                   |                   |                   |                   |
| 1998−2000              | Melnox Autopart Lobo Mielec   |                   |                   |                   |                   |                   |                   |                   |                   |                   |
| 2000−2002              | PTPS Nafta-Gaz Piła           |                   |                   |                   |                   |                   |                   |                   |                   |                   |
| 2002−2003 (do 02.2003) | Romanelli Volley              |                   |                   |                   |                   |                   |                   |                   |                   |                   |
| 2002−2004              | PTPS Nafta-Gaz Piła           |                   |                   |                   |                   |                   |                   |                   |                   |                   |
| 2004−2006              | MKS Muszynianka-Fakro Muszyna |                   |                   |                   |                   |                   |                   |                   |                   |                   |
| 2006−2007              | Tulica Tuła                   |                   |                   |                   |                   |                   |                   |                   |                   |                   |
| 2007−2010              | MKS Muszynianka-Fakro Muszyna |                   |                   |                   |                   |                   |                   |                   |                   |                   |
| 2010−2012              | Organika Budowlani Łódź       |                   |                   |                   |                   |                   |                   |                   |                   |                   |
| 2012−2014              | Chemik Police                 |                   |                   |                   |                   |                   |                   |                   |                   |                   |

## Sukcesy klubowe
Mistrzostwo Polski:
- 2001, 2002, 2006, 2008, 2009, 2014
- 1998, 2000, 2010
- 1995, 1999

Puchar Polski:
- 2002, 2003, 2014

Superpuchar Polski:
- 2009

Mistrzostwo I ligi:
- 2013

## Sukcesy reprezentacyjne
Mistrzostwo Europy:
- 2003, 2005

## Nagrody i wyróżnienia
- 2003: Laureatka plebiscytu Przeglądu Sportowego w kategorii „Najlepsza polska drużyna”[7]
- 2005: Złoty Krzyż Zasługi[8]
- 2005: 2. miejsce w plebiscycie „10. Asów Małopolski”[7]
- 2005: medal PZPS „Za wybitne zasługi w rozwoju piłki siatkowej”
- 2005: Laureatka plebiscytu Przeglądu Sportowego w kategorii „Najlepsza polska drużyna”[7]